# NGC 557
NGC 557 este o galaxie lenticulară, posibil spirală, situată în constelația Balena. A fost descoperită în 20 noiembrie 1886 de către Lewis Swift. De asemenea, a fost observată încă o dată în 27 octombrie 1897 de către Guillaume Bigourdan.